# Aldie
Aldie ist ein gemeindefreies Gebiet im Loudoun County des US-Bundesstaats Virginia, das sich am John Mosby Highway (U.S. Highway 50) zwischen Gilbert’s Corner und Middleburg befindet. Das U.S. Census Bureau hat bei der Volkszählung 2020 eine Einwohnerzahl von 70 ermittelt.
Aldie wurde 1810 von Charles F. Mercer angelegt, der sein Grundstück nach Castle Aldie, dem Stammsitz seiner schottischen Vorfahren benannte. In Aldie gibt es einige historische Geschäfte, Häuser und die Aldie Mill, die einzige bekannte und noch existierende Wassermühle in Virginia, die mit zwei Wasserrädern betrieben wurde. Aldie veranstaltet jährlich im Oktober ein Erntedankfest.
Im National Register of Historic Places sind der Aldie Mill Historic District mit der 1807 erbauten Wassermühle an der U.S. Route 50, das Loudoun Agricultural and Mechanical Institute an der Route 650, sowie die Mount Zion Old School Baptist Church (1851) an der US Route 50 eingetragen.
Julia Beckwith Neale, die Mutter des Konföderierten-Generals Stonewall Jackson, wurde in Aldie geboren.
Während des Amerikanischen Bürgerkriegs waren Aldie und die im Westen und Nordwesten umliegenden Gebiete Schauplatz der Schlacht von Aldie.